# Jorge Visca
Jorge Pedro Luis Visca  (Buenos Aires, 14 de maio de 1935 — Buenos Aires, 23 de julho de 2000) foi um psicólogo social argentino. Graduou-se, também, em Ciências da Educação.
Foi o divulgador da Psicopedagogia no Brasil, Argentina e Portugal e o  criador da Epistemologia Convergente, que propunha uma atividade clínica voltada para a integração de três frentes de estudo da psicologia: Escola de Genebra (Psicogenética, de Piaget), Escola Psicanalítica (Freud) e Psicologia Social (Enrique Pichon Rivière). 
Fundou centros psicopedagógicos em Buenos Aires, Rio de Janeiro, São Paulo, Curitiba e Salvador.
Atuou como consultor e assessor na formação de profissionais em diversos centros de estudos psicopedagógicos em universidades do Brasil e da Argentina.
Em 24 de setembro de 2001 foi homenageado pela Câmara Municipal de Curitiba que sancionou a lei nº 10247 que denominou   PRAÇA PROFESSOR JORGE VISCA a um dos logradouros públicos da cidade, em função de suas contribuições à Psicopedagogia e a comunidade carente com a criação da clínica 
comunitária.
Em 2008 foi nomeado pela ABPp – Associação Brasileira de Psicopedagogia como  Associado Honorário, in memorium, pelas valiosas contribuições deixadas como legado à Psicopedagogia no Brasil.
É autor dos livros
Clínica Psicopedagógica. Epistemología Convergente  (1985) 
Diagnóstico Operatorio en la Práctica Psicopedagógica Niños Adolescentes y Adultos 
Psicopedagogía Teoría Clínica Investigación 
El Esquema Evolutivo del Aprendizaje 
Técnicas Proyectivas Psicopedagógicas y Las Pautas Gráficas para su Interpretación 
Psicopedagogía Nuevas Contribuciones 
Introducción a los Juegos Lógicos en el Tratamiento Psicopedagógico 
La Psicopedagogía, El error, Los grupos operativos, Los ámbitos,El aprendizaje, El desarrollo del pensamiento abstracto 

## Centro de Estudos Psicopedagógicos do Rio de Janeiro
Como um dos grupos remanescentes do pensamento de Visca no Brasil, o Centro de Estudos Psicopedagógicos do Rio de Janeiro - CEPERJ tem atuado na formação de psicopedagogos tomando como modelo inicial de funcionamento a organização adotada pelo Centro de Estudos Psicopedagógicos (CEP) de Buenos Aires, à época, um dos mais importantes centros na Argentina.